# Espectro sonoro

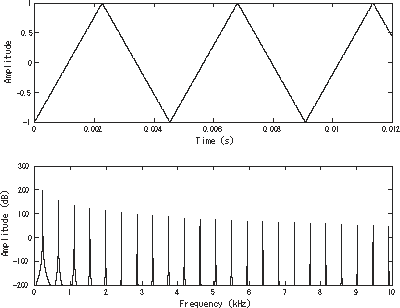
Uma onda triangular no domínio do tempo (topo) e o gráfico de espectro correspondente (embaixo). A freqüência fundamental é de 220 Hz (Lá2). Cada linha vertical indica a amplitude de uma das freqüências componentes da onda.

Espectro sonoro é o conjunto de todas as ondas que compõem os sons audíveis e não audíveis pelo ser humano.
Explicando com mais minúcia, sendo um som complexo (som composto por mais do que uma frequência) constituído por parciais harmónicos e não harmónicos (ou inarmónicos), entende-se por espectro o conjunto de sons parciais, ordenados a partir de um som fundamental, segundo uma relação frequência/amplitude. Definindo o valor da frequência do som fundamental, é possível assinalar quais são e não são parciais harmónicos calculando, numa proporção de 2 para 1, os valores das frequências dos parciais harmónicos. Parciais inarmónicos são todos os outros que não obedecem à harmonia desta relação. O espectro de um som complexo caracteriza graficamente a forma da onda que o define, e está sempre presente ao distinguirmos uma voz de um instrumento musical, e estes dois de um carro a buzinar, entre outras situações. Esta onda resultante contribui para determinar a fonte (mecânica ou digital) de sons complexos a partir do som em si, para posteriormente poderem ser organizados por Timbre e outras propriedades.
Matematicamente, representa-se o espectro sonoro como uma série de Fourier, uma função no domínio das frequências, em oposição à forma de onda que é uma função no domínio do tempo. Qualquer onda sonora, assim como qualquer outro fenômeno ondulatório, pode ser representado através de seu espectro. Um gráfico de espectro sonoro é composto de barras, cada uma delas representando a amplitude de uma das frequências componentes do som analisado. Este tipo de gráfico é utilizado em equipamentos eletrônicos, tais como analisadores de espectro ou em equalizadores. No caso dos analisadores digitais, o cálculo é realizado através da Transformada Rápida de Fourier - FFT (Fast Fourier Transform), um algoritmo bastante eficiente que permite calcular o valor de uma transformada discreta de Fourier, em tempo real.
Os sons de frequência inferior a 20 Hz chamam-se infrassom e provocam náuseas e perturbações intestinais e apoptose celular ao causar a troca de fosfatidilserina pela flopase para o lado extracelular. Os sons de frequência superior a 20 000 Hz são os ultrassom e são usados, por exemplo, nas ecografias e nos sonares.
O Homem consegue ouvir sons entre 20 Hz e 20 000 Hz e produzir sons entre 85 Hz e 1 100 Hz.
Os cães conseguem ouvir sons entre os 15 Hz e os 50 000 Hz e produzem sons entre os 452 Hz e os 1 800 Hz.
Os morcegos conseguem ouvir sons de frequências entre os 1000 Hz e os 120 000 Hz mas só produzem sons a partir dos 10 000 Hz.
| Espectro sonoro | Espectro sonoro | Espectro sonoro | Espectro sonoro                                          | Espectro sonoro                                          | Espectro sonoro                                          | Espectro sonoro                                          | Espectro sonoro                                          | Espectro sonoro                                          | Espectro sonoro            | Espectro sonoro                           | Espectro sonoro                                   | Espectro sonoro | Espectro sonoro |
| --------------- | --------------- | --------------- | -------------------------------------------------------- | -------------------------------------------------------- | -------------------------------------------------------- | -------------------------------------------------------- | -------------------------------------------------------- | -------------------------------------------------------- | -------------------------- | ----------------------------------------- | ------------------------------------------------- | --------------- | --------------- |
| Espectros       | Silêncio        | Infrassom       | Som audível                                              | Som audível                                              | Som audível                                              | Som audível                                              | Som audível                                              | Som audível                                              | Ultrassom                  | Ultrassom                                 | Ultrassom                                         | Ultrassom       | Hiper-som       |
| Espectros       | Silêncio        | Infrassom       | Subgrave                                                 | Grave                                                    | Médias baixas                                            | Médios                                                   | Médias altas                                             | Agudo                                                    | Ultrassom                  | Ultrassom                                 | Ultrassom                                         | Ultrassom       | Hiper-som       |
| Frequência      | 0               | 0.001 Hz - 20Hz | 20Hz                                                     | 23Hz                                                     | 250Hz                                                    | 640Hz                                                    | 2,5KHz                                                   | 20.000 Hz                                                | 30.000 Hz                  | 105 Hz                                    | 106 Hz                                            | 108 Hz          | 109 Hz          |
| Descrição       | Ausência de som |                 | faixa da audição humana (perspetivável ao ouvido humano) | faixa da audição humana (perspetivável ao ouvido humano) | faixa da audição humana (perspetivável ao ouvido humano) | faixa da audição humana (perspetivável ao ouvido humano) | faixa da audição humana (perspetivável ao ouvido humano) | faixa da audição humana (perspetivável ao ouvido humano) | frequência típica do sonar | limite da audição de morcegos e golfinhos | frequência típica de ultrassons para fins médicos |                 |                 |